# Gustav Eichelberg
Gustav Eichelberg (Ensisheim, 21 de novembro de 1891 — Zurique, 6 de fevereiro de 1976) foi um engenheiro suíço nascido na Alsácia, na época pertencente à Alemanha.
Eichelberg estudou engenharia mecânica até 1914 no Instituto Federal de Tecnologia de Zurique (ETH), sendo em seguida, por pouco tempo, assistente de Aurel Stodola. Em 1916 obteve uma colocação na fábrica de máquinas Sulzer AG. Inicialmente atuou no desenvolvimento de motores diesel e a partir de 1920 de máquinas de refrigeração. A partir de 1921 foi o responsável pelo departamento de projetos. Doutorou-se em 1922.
Em 1929 foi professor ordinário de termodinâmica e motores de combustão interna no ETH, como sucessor de Stodola. Até aposentar-se em 1959 dedicou-se ao desenvolvimento teórico de máquinas térmicas.

## Obras
- Temperaturverlauf und Wärmespannungen in Verbrennungsmotoren, tese, 1922
- Technik und Verantwortung : Vortrag, gehalten an der christlichen Studentenkonferenz in Aarau 1932. Sauerländer, Aarau 1932
- Schicksal Technik. Schweizerische Studiengemeinschaft für europäische Fragen, Zurique, 1942
- Auftrag Technik. Rascher, Zurique, 1944
- Der Mensch und die Technik: 3 Vorträge. Polygraphischer Verlag, Zurique, 1953
- Menschsein im technischen Raum: Abschiedsvorlesung. Polygraphischer Verlag, Zurique, 1960